# Niżny Tagił

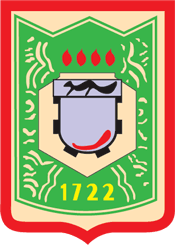
Herb miasta w latach 1995-2005

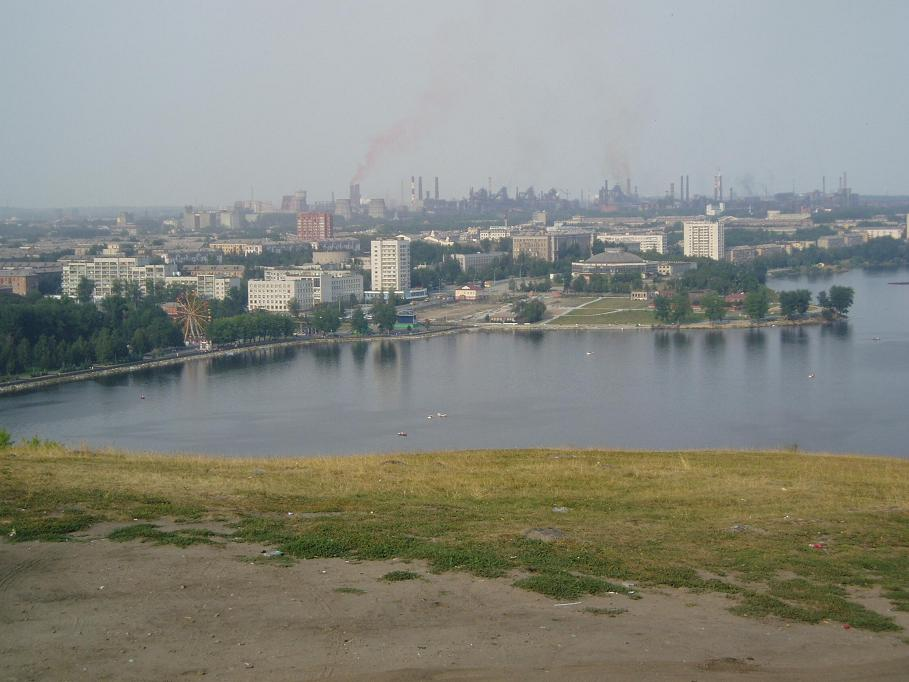
Widok na przemysłową dzielnicę miasta

Panorama miasta

Niżny Tagił (ros. Нижний Тагил – Niżnij Tagił) – miasto w azjatyckiej części Rosji, w obwodzie swierdłowskim, nad Tagiłem (dorzecze Obu), ok. 25 kilometrów na wschód od umownej granicy Europy i Azji. Jeden z największych i najstarszych ośrodków górniczych w rejonie Uralu, wydobywane są tam rudy miedzi i żelaza. Zamieszkiwany przez około 349 tys. mieszkańców (2020). Niżny znaczy „dolny” (istnieje także Wierchnyj Tagił – wyżny „górny”).

## Galeria

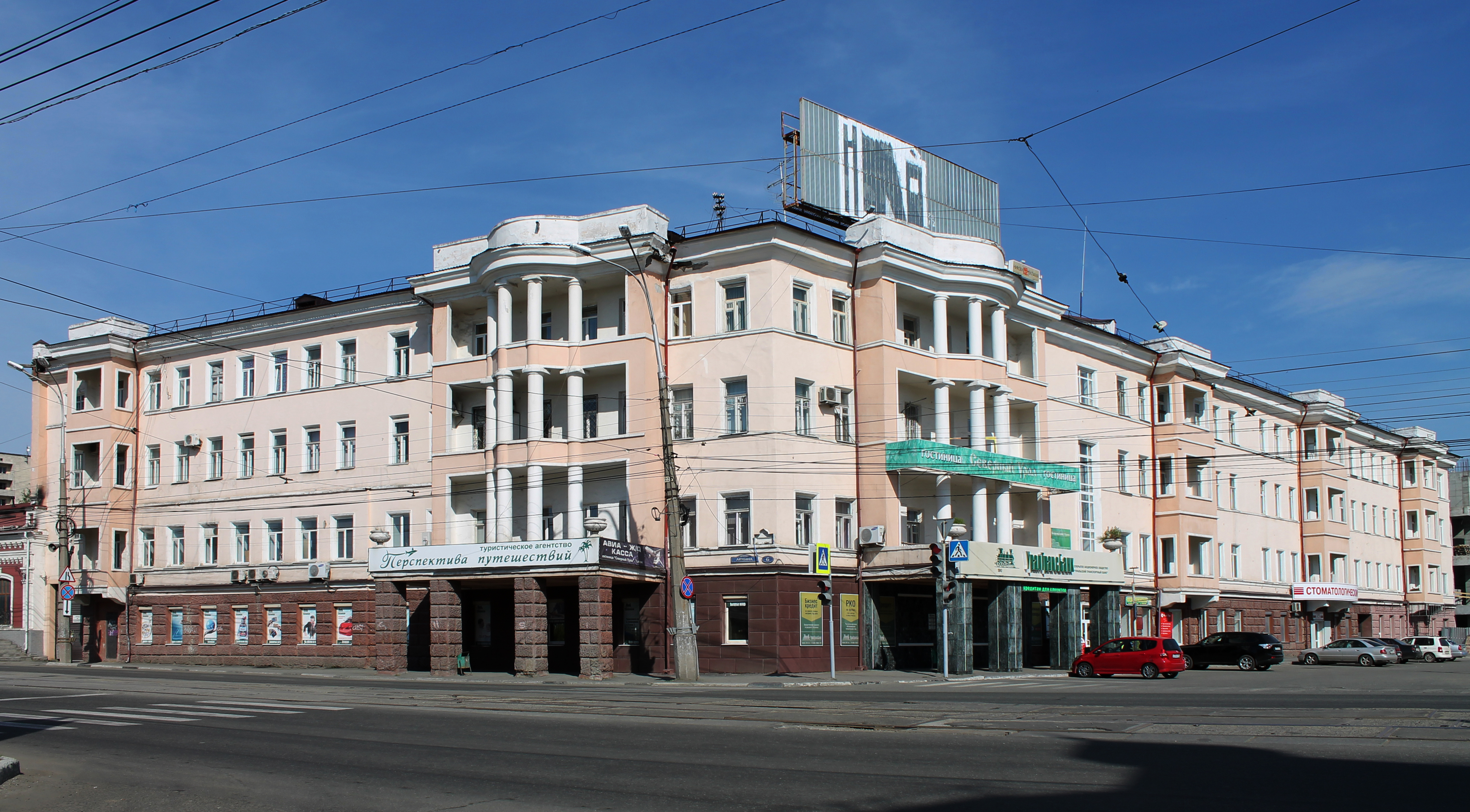
Dom mieszkalny
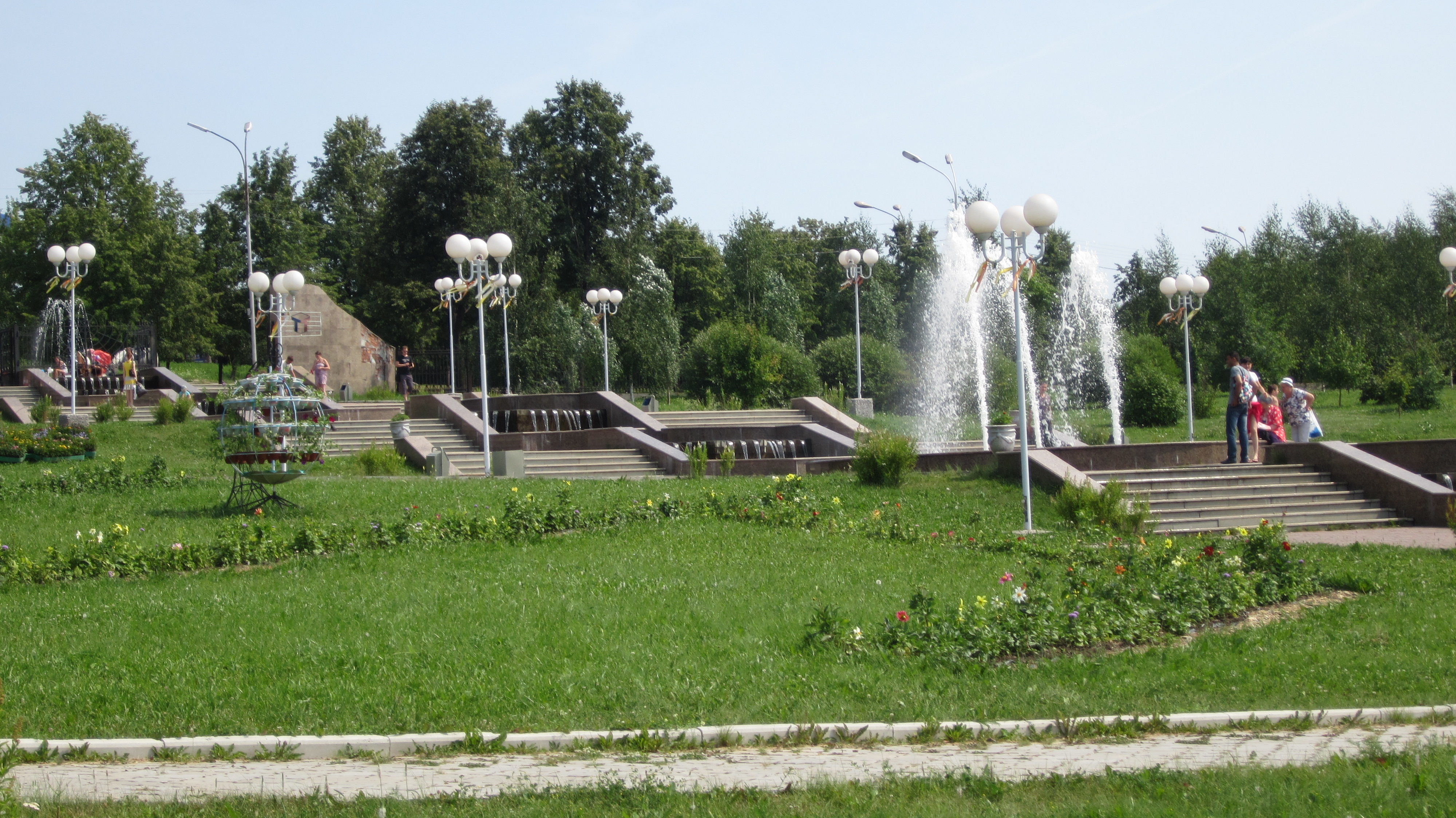
Park im. Bondina
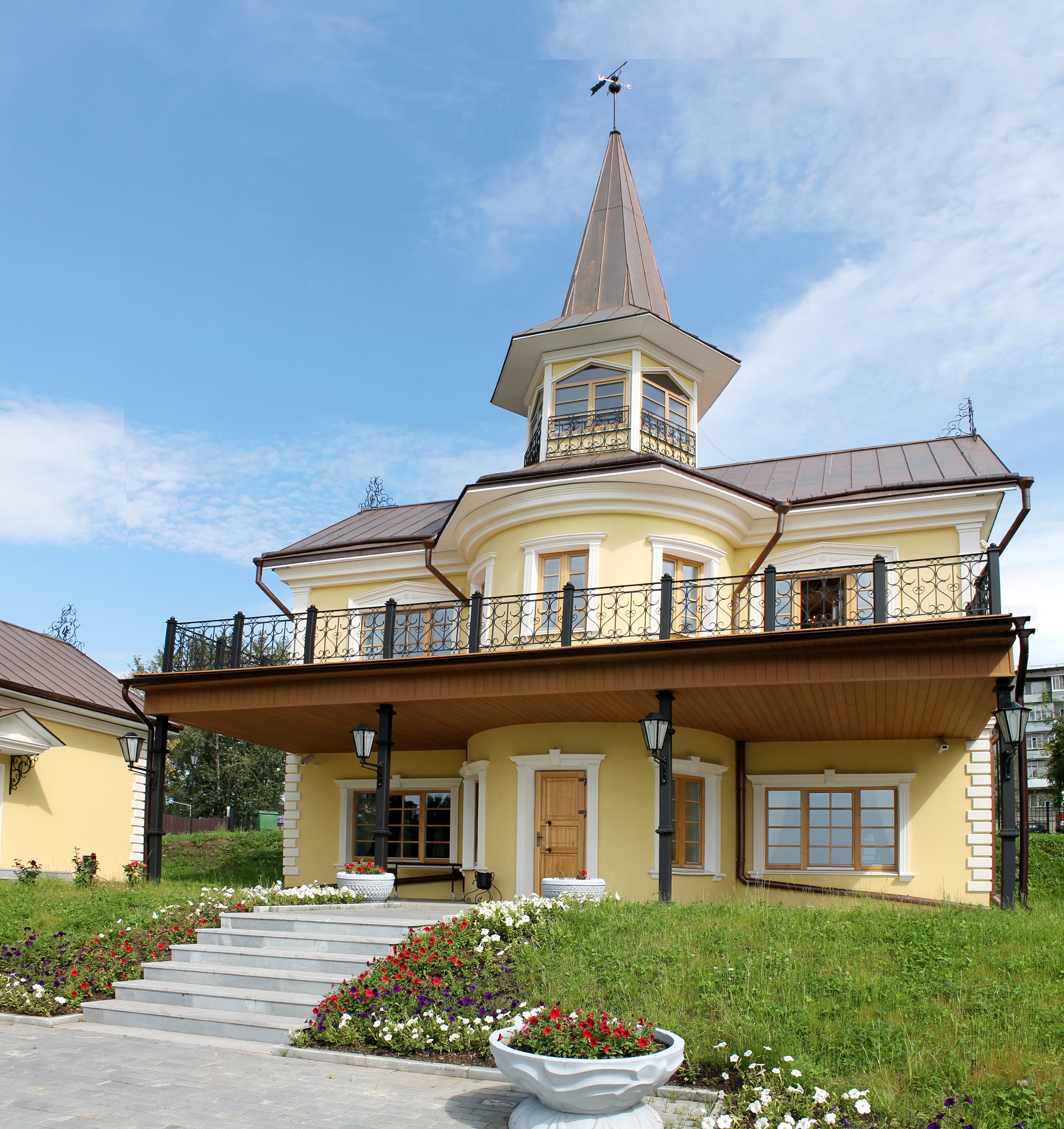
Demindowskaja Dacza
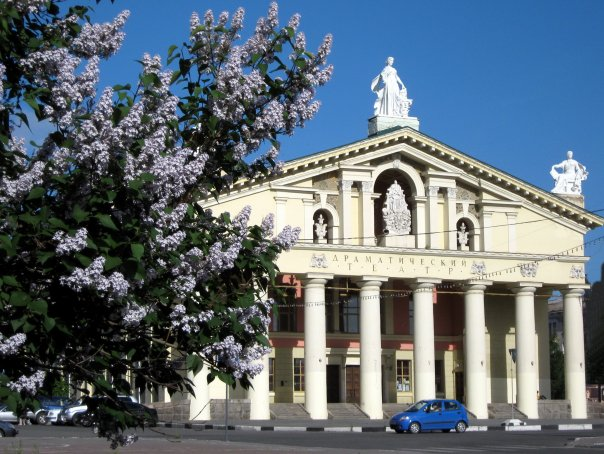
Teatr
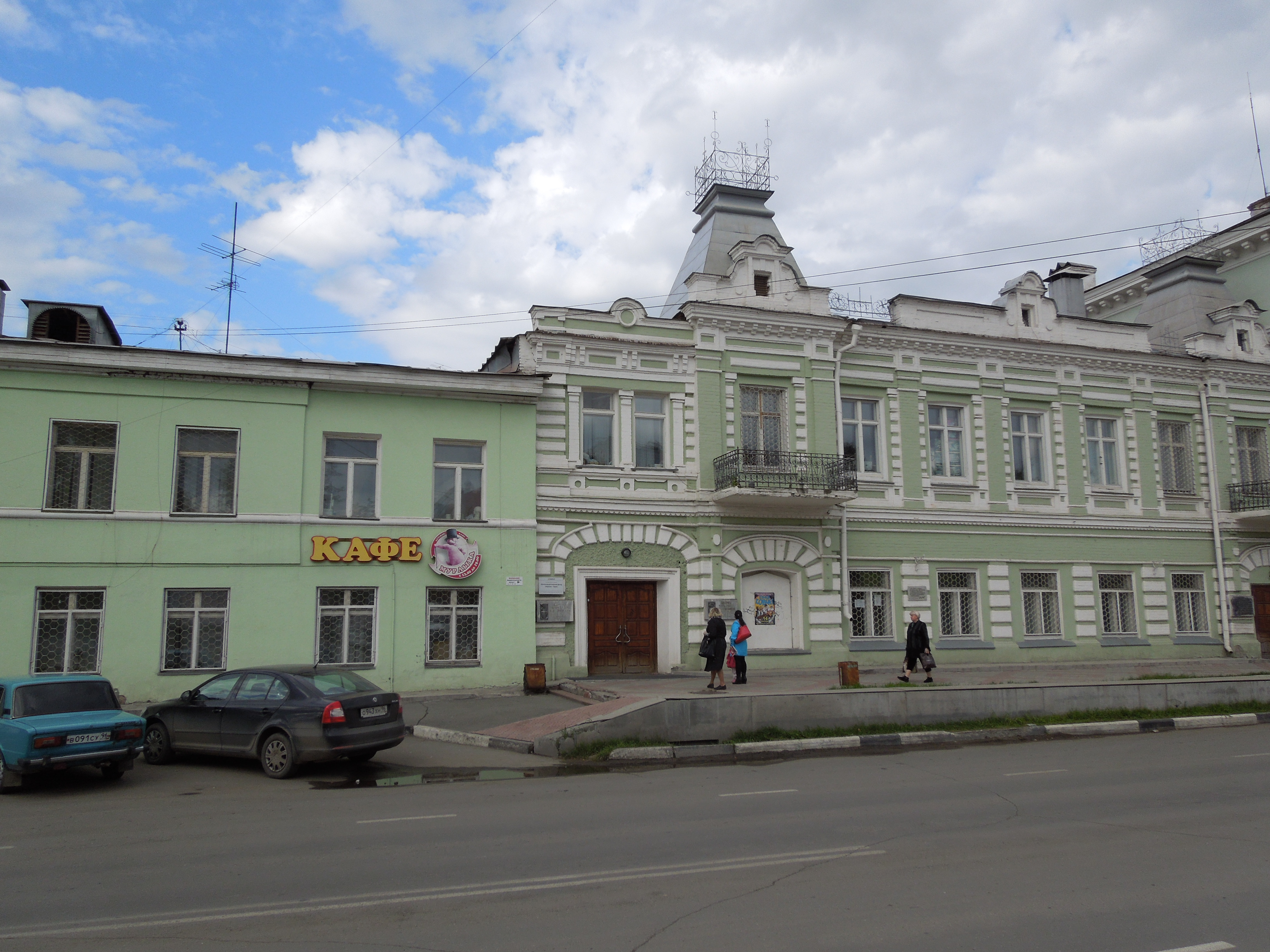
Dom kultury uczniów
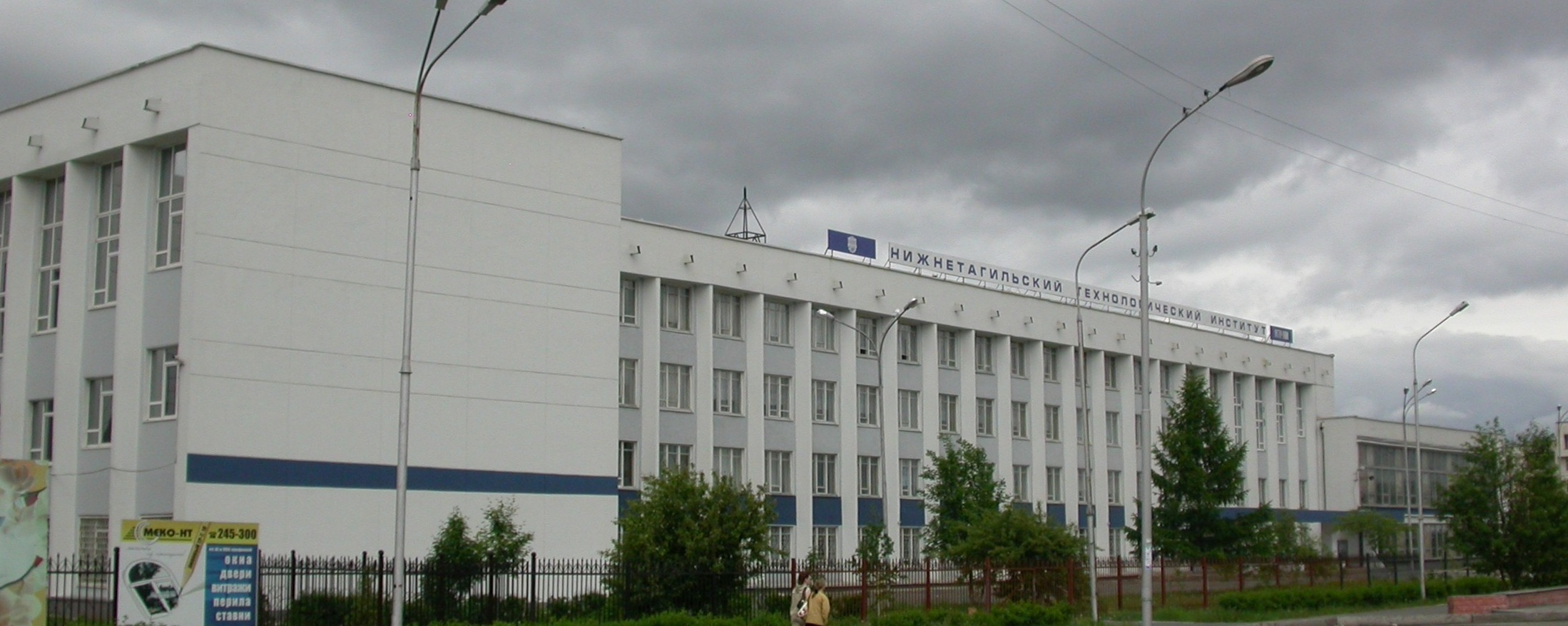
Instytut technologii
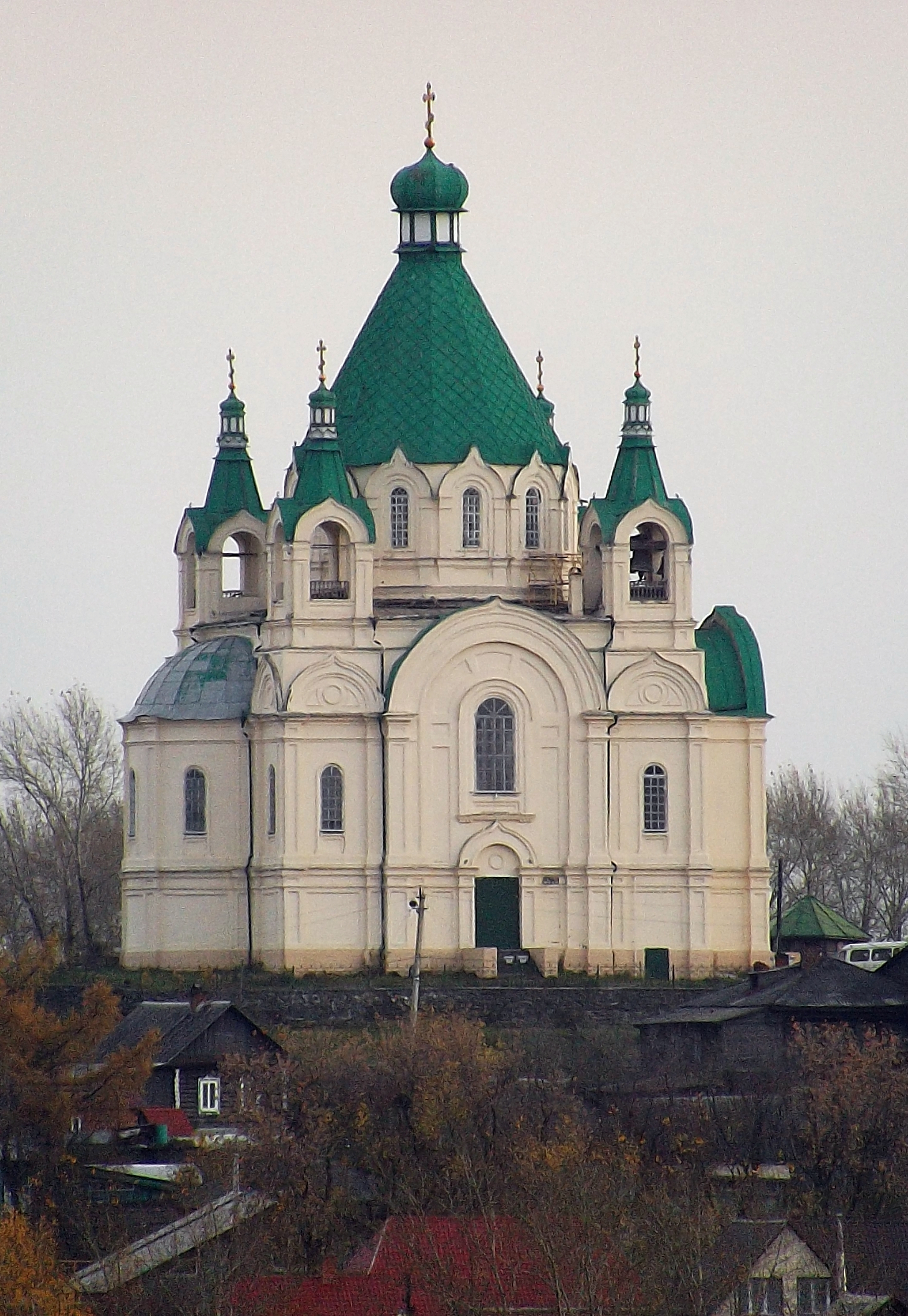
Cerkiew św. Aleksandra Newskiego

## Gospodarka
W mieście znajduje się siedziba produkującej m.in. czołgi T-90 firmy Urałwagonzawod. Działa tam również będący częścią koncernu Evraz kombinat hutniczy NTMK, który z produkcją ponad 4 mln ton stali jest jednym z największych w Rosji.

## Transport
- Tramwaje w Niżnym Tagile
- Węzeł kolejowy z połączeniami w kierunku Permu, Jekaterynburga oraz Ałapajewska.

## Sport
- Sputnik Niżny Tagił – klub hokejowy
- Uralec Niżny Tagił – klub piłkarski
- Aist – kompleks skoczni narciarskich w Niżnym Tagile,

## Miasta partnerskie
- Brześć
- Chattanooga
- Cheb (do 2022)[5]
- Nowokuźnieck